# 扎米尔别克·阿希尔巴耶夫
扎米尔别克·阿希尔巴耶夫（1986年12月14日—）是一名吉尔吉斯斯坦举重运动员，身高1.72米。2010年参加广州亚运会，以275千克的成绩获69公斤级比赛第十二名。